# 森本レオ子
森本 レオ子（もりもと れおこ、本名（結婚後の名字は非公表）：森本 絵美（もりもと えみ）、1984年12月28日 - ）は、女性パチンコライター。血液型はO型。

## 人物・経歴
和歌山県有田郡生まれ。和歌山県立桐蔭高等学校を経て、東京都立大学法学部を卒業後、2007年に新卒で白夜書房に入社。入社後は『懸賞なび』編集部に配属され、2009年に『パチンコ必勝ガイド』編集部へ異動。
「森本レオ子」という名前は『パチンコ必勝ガイド』のライターであるグレート巨砲が命名（「直ぐに辞めると思い適当に付けた名前」としている）。森本「レオ子」と「稀哲子（ひちょりこ）」の二択から本人が「レオ子」を選んだ。
2010年に白夜書房を退社。退社後は主にフリーの編集者として活動していたが、パチンコ・パチスロ専門チャンネルへの出演や『パチンコ必勝ガイド』のライターとして活動の割合が徐々に大きくなり、そちらにシフトすることになった。
トレードマークは、メガネとGカップ（『ういちとヒカルのおもスロい人々』にゲスト出演（#53）した際は、FカップよりのEカップと話したが、『YouTube動画【母さん、お願い…】第1話 前編』では共演者の木村魚拓にその時は本当はGカップだったのに言うのが恥ずかしくて2サイズダウンのEカップと逆サバを読んだと明かした）の巨乳。ただ、最近はメガネなしで番組に出演することも多い。
『パチンコ必勝ガイド』編集部在籍時に社内結婚するも離婚。2014年1月に再婚し、2015年3月に第一子を出産。

## 連載
『パチンコ必勝ガイド』（ガイドワークス）
- 月刊森本レオ子
- 日本全国パチンコ便り
- プレミアムハンター
- UTAPACHIN' ON

『漫画パチンカー』（ガイドワークス）
- ぱちんこ擬似結婚コラム

『漫画パチンカーオリジナル』（ガイドワークス）
- ぱちんこ擬似結婚（原作：星沼良晶&森本レオ子、作画：ひであき）

『サンケイスポーツ』
- 新台実戦コラム

## 出版

### 単行本
- パチンコが好きで何が悪い?（2022年10月20日、ガイドワークス）ISBN:978-4867103807　※『ぱちんこオリ術メガMIX』連載、森本レオ子の人生ぷちチョンボの書籍化。

### 写真集
- キケンナアソビ（2022年10月20日、ガイドワークス、撮影：工藤ユキ）ISBN:978-4867103685

## 主な出演番組

### テレビ
- レオ子とゼットンのReady steady ゴーゴゴー!（パチ・スロ サイトセブンTV、2019年10月 - ）
- 特命OL〜レオ子と女が弾く夜〜（パチンコ★パチスロTV!、2022年11月 - ）

過去の出演番組
- ザ・プレミアムハンター（パチンコ必勝ガイドPresentsガイドセブンTV）
- 我ら1パチ応援団 → 我ら1パチ5スロ応援団（パチンコ★パチスロTV!、2012年10月 - 2014年9月）
- レオ子の勝ちパチ7! → レオ子の勝ちパチ7Z（ラジオ日本、2012年10月 - 2014年9月）
- ビワコ♥かおりっきぃ☆♥レオ子のこれが私の生きる道（パチ・スロ サイトセブンTV・ひかりTV、2014年1月 - 2014年8月、2016年2月 - 2017年3月）
- PPSLタッグリーグ（パチンコ★パチスロTV!、2014年1月 - 2014年9月）
- パチパチ高尾女学園（パチ・スロ サイトセブンTV 他、2014年5月 - 2014年9月、2016年5月 - 2017年3月）
- レオ子とゼットンのReady steady go!（パチ・スロ サイトセブンTV、2012年4月 - 2014年9月）
- レオ子とゼットンのReady steady go! リターンズ（パチ・スロ サイトセブンTV、2016年1月 - 2019年9月）
- ぱちタウンTV（TVQ九州放送・テレビ山口 他、2017年10月 - 2020年3月）
- カレヤボ2nd（パチ・スロ サイトセブンTV、2018年12月 - 2020年4月） - ナレーター
- 万発・ヤングのパチンコロックンロールDX（パチンコ★パチスロTV!、2012年4月 - 2014年9月、2017年11月 - 2022年9月） - 「レオ子のコスプレ道場」に出演

### ウェブ
- みんなのパチンコフェス2023オンライン（2023年11月2日、日本遊技機工業組合／KIBUN PACHI-PACHI委員会）[1]